# Rajko Tavčar
Rajko Tavčar est un footballeur international slovène né le 21 juillet 1974 à Kranj en Yougoslavie (auj. en Slovénie). Il évoluait au poste de défenseur.

## Biographie
Il effectue l'intégralité de sa carrière professionnelle en Allemagne.
International, il reçoit 7 sélections en équipe de Slovénie de 2000 à 2002. Il fait partie de l'équipe slovène lors de la Coupe du monde 2002.

## Carrière
- 1995-1996 :  SpVgg Unterhaching
- 1996 :  TSV Ottobrunn
- 1996-1997 :  FC Augsbourg
- 1997-1998 :  Greuther Fürth
- 1998-1999 :  SV Wehen Wiesbaden
- 1999-2000 :  SC Fortuna Cologne
- 2000-2002 :  1. FC Nuremberg
- 2002-2003 :  SV Wacker Burghausen
- 2003-2004 :  1. FSV Mayence 05
- 2004-2007 :  SpVgg Unterhaching